# Robert Kretzschmar (Schlagzeuger)

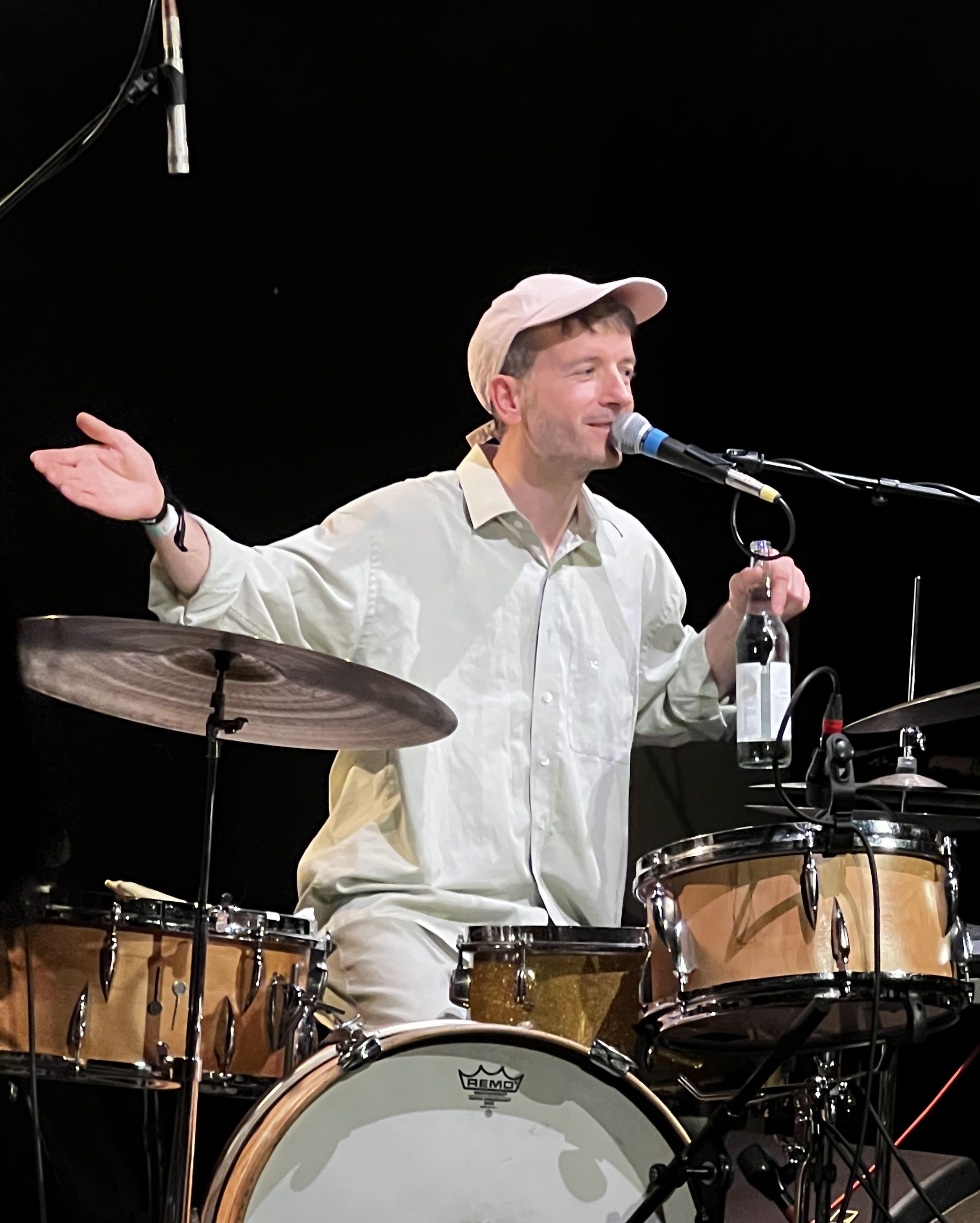
Robert Kretzschmar beim Popkultur Festival 2023 in Berlin.

Robert Kretzschmar (* 1983) ist ein deutscher Schlagzeuger, Songwriter und Produzent.

## Leben
Im Thüringer Holzland aufgewachsen, verbrachte er seine Jugend in einer bereits 100 Jahre alten familiengeführten Holzleitern-Manufaktur und erlernte das Schlagzeugspielen schon früh in traditionellen Blaskapellen. Er hat in Cottbus Schlagzeug und Klavier studiert.
Seit 20 Jahren in Berlin verwurzelt, schreibt, spielt und produziert Robert in unterschiedlichsten Konstellationen. Zuerst als Part des Duos It’s a Musical veröffentlichte er mehrere Alben und EPs mit zahlreichen Tourneen in Europa und Japan. Danach als Live- und Studiomusiker in der Pop- und Indie-Landschaft unter anderem bei Kat Frankie, Anna Erhard, Masha Qrella, Das Paradies, Albertine Sarges und Otto von Bismarck.
Seit 2012 ist er darüber hinaus als Komponist und musikalischer Leiter an Theaterproduktionen beteiligt, wie zum Beispiel am Schauspiel Frankfurt, Theater Bonn und am Schauspiel Hannover.
2018–2020 wurde Robert Kretzschmar von Kortez in seine Liveband eingeladen.
Nach den intensiven Tourneen begann er an seinen eigenen Songideen zu arbeiten, schrieb, spielte und produzierte sein Solo-Debütalbum Homecoming im Alleingang. Gemixt von dem renommierten Produzenten Olaf Opal (The Notwist, International Music) und vollendet mit Streicher-Arrangements von Michael Mühlhaus (Blumfeld), erzählt sein Debüt gestochen scharfe Geschichten, geprägt von einem scheinbaren Minimalismus und großen Sound.
Mit Make A Wish veröffentlicht Robert Kretzschmar sein zweites Solo-Album – ein Werk, das gelassen leuchtet und doch tief unter die Oberfläche geht. Live bringt Kretzschmar diese Vielschichtigkeit gemeinsam mit einer einzigartigen Bandbesetzung auf die Bühne: Mit Anna Erhard an der Gitarre und Rosa Gerhards am Bass entstehen intime, präzise und atmosphärische Klangräume, die den Songs Tiefe und Leichtigkeit zugleich verleihen.verleihen.

## Diskografie

### Alben
- Homecoming (2023)

### Singles
- I Wish (2023)
- Homecoming (2023)
- Do Me A Favour (2023)
- Believe (2023)
- Apartment (2023)
- You Me (2025)
- Hatsudai (2025)
- Chestnut Tree (2025)
- Long Ago (2025)